# Pachataxa enigmatica
Pachataxa enigmatica är en svampdjursart som beskrevs av Claude Lévi 1983. Pachataxa enigmatica ingår i släktet Pachataxa och familjen Calthropellidae.
Artens utbredningsområde är Nya Kaledonien. Inga underarter finns listade i Catalogue of Life.